# زکریا اوفری
زکریا اوفری (انگلیسی: Zacharia Ofri; ۷ اوت ۱۹۳۲ – ۹ مارس ۲۰۱۸) بازیکن بسکتبال اهل اسرائیل بود. وی در بازی‌های المپیک تابستانی ۱۹۵۲ شرکت کرده‌است.